# スキヤキ・ウエスタン ジャンゴ
『スキヤキ・ウエスタン ジャンゴ』は、2007年9月15日公開の日本映画。PG12指定。第64回ヴェネツィア国際映画祭コンペティション部門に正式出品された。
本作は、黒澤明の『用心棒』をベースに、『用心棒』を『荒野の用心棒』として翻案したセルジオ・レオーネやクリント・イーストウッド、そしてマカロニ・ウェスタンを支えたセルジオ・コルブッチへのオマージュにあふれた作品である。他にも『クイック&デッド』などへのオマージュも見られる。

## ストーリー
源氏と平家が雌雄を決した、壇ノ浦の戦いから数百年後。源氏と平家はすっかり落ちぶれてしまい、今は双方共にギャングに成り果ててしまっていた。白の源氏ギャングのリーダー源義経と、赤の平家ギャングのリーダー平清盛は、とある寒村に眠るといわれる宝をめぐって激しい対立を続けていた。そんなさなか、ひとりの凄腕ガンマンが現れる。彼をめぐっての対立が、やがて複雑な事態に進展する。

## スタッフ
- 監督：三池崇史
- エグゼクティブプロデューサー：遠谷信幸
- プロデューサー：吉田浩二、山口敏功
- 脚本：三池崇史、NAKA雅MURA
- 撮影監督：栗田豊通
- 美術：佐々木尚
- 衣装：北村道子
- 編集：島村泰司
- 音楽：遠藤浩二
- 主題歌：北島三郎 「ジャンゴ～さすらい～」
- CGIプロデューサー：坂美佐子
- 音響効果：柴崎憲治
- 照明：鈴木秀幸
- 録音：中村淳
- 配給：ソニー・ピクチャーズ エンタテインメント
- 制作プロダクション：セディックインターナショナル
- 制作協力：セディック ドゥ
- 製作：映画「スキヤキ・ウエスタン ジャンゴ」製作委員会（セディックインターナショナル、ジェネオンエンタテインメント、ソニー・ピクチャーズ エンタテインメント、電通、テレビ朝日、小学館、エー・チーム、メ〜テレ、東急レクリエーション）

## キャスト
- ガンマン：伊藤英明
- 平清盛：佐藤浩市
- 源義経：伊勢谷友介
- 与一：安藤政信
- 平重盛：堺雅人
- アキラ：小栗旬
- 平宗盛：田中要次
- 弁慶：石橋貴明
- 静：木村佳乃
- リッチ：香取慎吾
- ピリンゴ：クエンティン・タランティーノ（日本語吹き替え：三池崇史）
- 村長：石橋蓮司
- 伝七：塩見三省
- トシオ：松重豊
- 保安官：香川照之
- ルリ子：桃井かおり

## 使用言語
壇ノ浦の戦いから数百年後の日本という舞台設定であり、山形県鶴岡市などで撮影が行われたが、登場人物は一部のシーンを除いて全編英語で話しており、上映時にはこの事が話題となった。これは、『マカロニ・ウエスタン』の日本公開時に、イタリア語から英語に吹き替えられていたことへのオマージュでもある。
同時に日本語による吹替版が本編出演者の下制作され（クエンティン・タランティーノ扮するピリンゴの吹替のみ、監督の三池崇史自身が担当している）、東京・神保町シアターで限定公開された他、ソフト化の際にも同時収録された。

## DVD / BD
DVD版の発売元はセディックインターナショナル、販売元はジェネオンエンタテインメント。BD版の発売・販売元はソニー・ピクチャーズ エンタテインメント。なお、邦画作品でBDが発売された最初の作品である。本編音声はDVD / BD共に劇場上映版と日本語吹き替え版を収録。
- スキヤキ・ウェスタン ジャンゴ スタンダード・エディション（1枚組、2008年2月6日発売）
  - 映像特典
    - 特報・劇場予告篇・TVスポット集

  - 音声特典
    - オーディオ・コメンタリー（監督・脚本：三池崇史×脚本翻訳：クリスチャン・ストームズ）
- スキヤキ・ウェスタン ジャンゴ スペシャル・コレクターズ・エディション（3枚組、2008年2月6日発売）
  - ディスク1：本編DVD（スタンダード・エディションと共通）
  - ディスク2：特典DVD1
    - メイキング：「湯田村に漂う三池組の魂」
    - VFXメイキング：「SWD-VFX Ver.1.8」
    - 武器メイキング：「SUKIYAKI Gun Guide」
    - ロケ地ガイド：「続・湯田村への道〜スキヤキロケ地案内〜」

  - ディスク3：特典DVD2
    - 製作発表記者会見
    - クランクアップ記者会見
    - 完成披露試写会舞台挨拶
    - ベネチア国際映画祭
    - 公開初日舞台挨拶
    - 未公開シーン集
      - 平八とルリ子の朝
      - 過去を語るルリ子
      - 銃創を見る義経
      - 弁慶の嘆き
      - 静の葬儀

    - マカロニ・ウエスタン予告篇集
      - 荒野の用心棒
      - 続・荒野の用心棒
      - ガンマン無頼
      - 情無用のジャンゴ
      - 野獣暁に死す
      - 殺しが静かにやって来る
      - ミスター・ノーボディ
      - 怒りの荒野（英語版予告篇 / イタリア語版予告篇）
      - 荒野の1ドル銀貨（英語版予告篇 / イタリア語版予告篇）
      - 続・荒野の1ドル銀貨（英語版予告篇 / イタリア語版予告篇）
      - 盲目ガンマン（英語版予告篇 / イタリア語版予告篇）

  - 封入特典
    - 解説書（12P）

  - 初回限定特典
    - 絵コンテ集（168P）
    - 特製アウターケース
- スキヤキ・ウェスタン ジャンゴ Blu-ray（1枚組、2008年2月20日発売）